# Manuel Benito Moliner
Manuel Benito Moliner (Osca, 30 d'abril de 1958 - 8 de gener de 2010) va ser un polític, etnòleg, escriptor i divulgador de la cultura i història aragoneses, membre de l'Institut Aragonès d'Antropologia, de l'Institut d'Estudios Altaragonesos i d'Amics de Serrablo.
També va ser regidor d'Osca el 1991 pel PSOE d'Aragó, encara que després va abandonar el partit per Esquerra Unida. D'ideologia republicana, va ser membre del Cercle Republicà Manolín Abat.

## Obres
- Cuestionario básico para investigación etnográfica en Aragón[4]
- Monesterios de tradición visigótica en la comarca oscense.
- Los cien oscenses del siglo XX.
- 1988: Azara.
- 2008: Álbum de adioses.
- 2009: Orwell en les terres d'Aragó.

## Premis
- 1991: Premi d'Investigació Etnogràfica Santa Cecilia.[1]